# 세제곱 법칙
세제곱 법칙(Cube rule)은 선거의 득표율과 의석 사이의 관계에 대한 경험법칙이다. 양당제에서 더 잘 들어맞는다.

## 같이 보기
- 뒤베르제의 법칙